# Louis Van Brussel
Louis Van Brussel (Kessel-Lo, 1918 - 2001) was een communistisch verzetsstrijder uit de Tweede Wereldoorlog, actief in het Korps der Partizanen.
Hij nam als soldaat bij het Belgisch leger deel aan de veldtocht van mei 1940 en was later dat jaar betrokken bij de oprichting van de Leuvense cel van het communistische verzet. Vanaf het midden van de oorlog was Louis Van Brussel een van de centrale figuren van de nationale leiding van de Partizanen.  Hij zou de oorlog overleven en nadien nog enige tijd actief zijn bij de Kommunistische Partij van België.

## Publicaties
- 1971 - Partizanen in Vlaanderen, met actieverslag van Korps 034-Leuven
- 1974 - 18 Dagen Blitzkrieg